# Arnold de Kalbermatten
Arnold de Kalbermatten (* 6. Mai 1891 in Sitten; † 12. Juni 1983 in Sitten) war ein Schweizer Bundesbeamter.

## Leben
Arnold de Kalbermatten war Sohn des Bankiers und katholisch-konservativen Politikers Ludwig von Kalbermatten. Er besuchte zunächst von 1902 bis 1910 die Gymnasien in Sion und Einsiedeln, daran anschliessend belegte er ein Ingenieurstudium an der Eidgenössischen Technischen Hochschule Zürich, das er 1914 abschloss.
In der Folge sammelte er von 1915 bis 1919 Berufspraxis in der Privatwirtschaft, bevor er bis 1940 als Ingenieur beim Eidgenössischen Amt für Wasserwirtschaft, darauffolgend bis 1954 als Stellvertreter des Oberbauinspektors und schliesslich bis 1956 als Eidgenössischer Oberbauinspektor eingesetzt war. Nach seiner Pensionierung war er von 1957 bis 1961 als Delegierter des Bundesrats in der Eidgenössischen Linthkommission vertreten.
Arnold de Kalbermatten war mit Emma Antoinette geborene de Preux verheiratet. Er verstarb am 12. Juni 1983 einen Monat nach Vollendung seines 92. Lebensjahres in Sitten.